# Виейра Пинту, Жуан
Жуа́н Мануэ́л Вие́йра Пи́нту (Жуан Пинту II; порт. João Manuel Vieira Pinto; род. 19 августа 1971, Порту) — португальский футболист, нападающий.

## Карьера
Начал свою карьеру в «Боавиште», после чего перешёл в «Атлетико Мадрид», в основе которого так и не заиграл и снова вернулся в «Боавишту». Отыграв там сезон перешёл в «Бенфику», где стал одним из лидеров и в составе которого он признавался игроком года в 1992, 1993, 1994 годах. После ЕВРО-2000, где он вместе со сборной дошёл до полуфинала, перешёл в «Спортинг» (Лиссабон), в котором он стал чемпионом Португалии сезона 2001/02 годов.
На чемпионате мира 2002 года сборная Португалии не вышла из группы, где играли Корея, США и Польша. В последнем туре группового этапа португальцы проиграли 0:1, а Жуан Пинту на 27-й минуте заработал удаление, однако ситуацию усугубило то, что Пинту после показанной ему красной карточки ударил аргентинского арбитра Анхеля Санчеса. ФИФА расценила его действия как серьёзное нарушение, дисквалифицировав игрока на неопределённый срок.
В 2004 году вернулся в «Боавишту» в которой отыграл 2 сезона, после чего перешёл в «Брагу», где и завершил карьеру.

## Достижения
Боавишта
- Обладатель Кубка Португалии: 1991/92

 Бенфика
- Чемпион Португалии: 1993/94
- Обладатель Кубка Португалии: 1992/93, 1995/96

 Спортинг
- Чемпион Португалии: 2001/02

- Обладатель Кубка Португалии: 2001/02
- Обладатель Суперкубка Португалии: 2001

 Сборная Португалии (до 20)
- Чемпион мира по футболу среди молодёжных команд (U—20): 1989, 1991

## Комментарии
1. ↑  Под именем Жуан Пинту II был известен в российских СМИ начала 1990-х, чтобы его не путали с Жуан Пинту I, позже в некоторых СМИ его называли Жоао Пинто или Жуау Пинту, что не соответствовало до конца правилам португальско-русской транскрипции.